# Deportes Ovalle
Club de Deportes Ovalle – chilijski klub piłkarski z siedzibą w mieście Ovalle leżącym w Coquimbo (tzw. IV region).

## Osiągnięcia

### Krajowe
- Copa Chile

| zwycięstwo (0):     | –    |
| drugie miejsce (1): | 2009 |

## Historia
Klub założony został 1 stycznia 1963 roku. W następnym roku oddano do użytku stadion klubu – Estadio Municipal de Ovalle. Obecnie klub gra w trzeciej lidze chilijskiej (Tercera división chilena).